# Joseph Fourier
Jean Baptiste Joseph Fourier (n. 21 ianuarie 1768, Auxerre, Bourgogne, Franța – d. 16 mai 1830, Paris, Restaurația franceză) a fost un matematician, fizician și filozof francez. A adus contribuții în teoria ecuațiilor diferențiale, a seriilor trigonometrice și în fizica matematică. Transformata Fourier a fost denumită în onoarea sa.
Este considerat primul fizico-matematician cu adevărat tipic.

## Viața
Fourier s-a născut în Auxerre, ca fiu al unui croitor. A rămas orfan la vârsta de 10 ani.
Încă de la 14 ani își manifestă aptitudinile deosebite pentru matematică.
A fost recomandat Episcopului de Auxerre, astfel el a fost educat la mănăstirea Sfântul Marcu. Fiindcă, funcțiile în corpul științific al armatei erau rezervate pentru cei de neam ales, el acceptă, un post de asistent militar pe matematică.
După absolvirea Școlii militare, revine în orașul natal, unde, drept recompensă pentru participarea la Revoluția franceză, obține (în 1795) un post la Școala Normală și apoi la Școala Politehnică (École Polytechnique) (1757 - 1803).
Fourier l-a însoțit pe Napoleon Bonaparte în expediția din Egipt, din 1798, a fost numit guvernator al Egiptului de Jos și secretar al Institut d'Égypte. Izolat de Franța, de către flota engleză, a organizat ateliere de lucru în care armata franceză trebuia să se bazeze pe muniția lor de război. A contribuit, de asemenea, cu câteva documente matematice la Institut d'Égypte (numit și Institut du Caire), pe care Napoleon la înființat la Cairo, cu scopul de a slăbi influența engleză în Orient. După victoria englezilor și capitularea francezilor sub comanda generalului Jacques-Francois Menou în 1801, Fourier s-a întors în Franța, unde a fost numit prefect de Isère, funcție pe care a deținut-o până în 1814.
În această perioadă a efectuat celebrele sale experimente de propagare a căldurii.
În timpul Revoluției, a luat parte activă în cercul Iacobinilor.
În 1808 a primit titlul de baron și a condus Institutul de Statistică din departamentul Seinei.
În 1816, Fourier s-a mutat în Anglia, iar în anul următor devine membru al Academiei de Științe.
Mai târziu, s-a întors în Franța, iar în 1822 a înlocuit pe Jean Baptiste Joseph Delambre ca Secretar Permanent al Academiei Franceze de Științe. În 1830, a fost ales membru al Academiei Regale de Științe a Suediei.

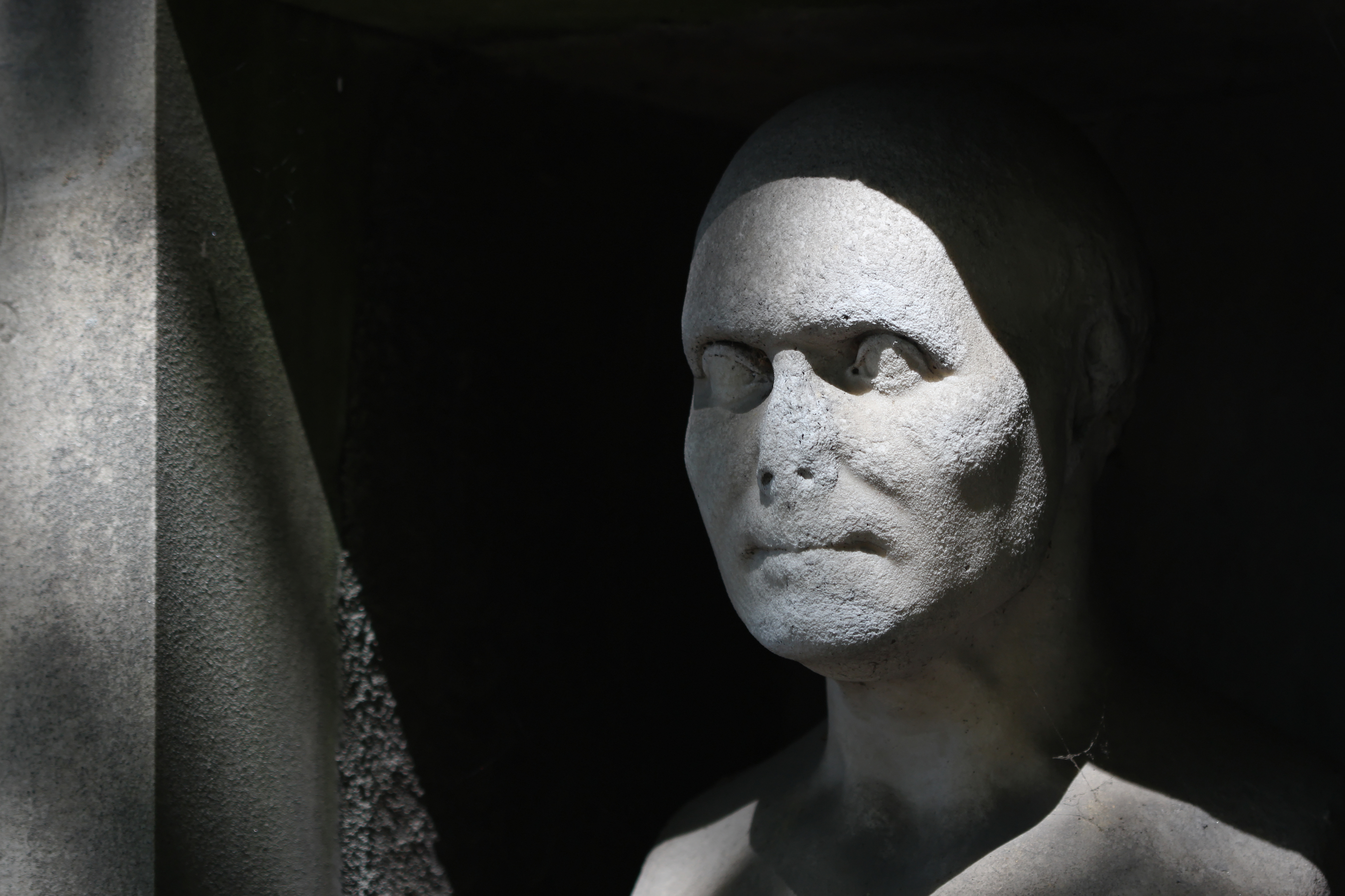
Mormântul lui Fourier cu un bust al acestuia, din cimitirul Père-Lachaise

A murit în 1830, când s-a împiedicat și a căzut pe treptele casei sale.
A fost înmormântat în cimitirul Père-Lachaise din Paris, într-un mormânt decorat cu motive egiptene, care reflecta poziția sa de secretar al Cairo Institute.
În orașul natal i s-a ridicat o statuie.
Institutul de Matematică din Grenoble îi poartă numele.

## Activitate științifică
Unul dintre obiectivele importante ale operei sale se referă la teoria rezolvării numerice a ecuațiilor algebrice.
Astfel, în perioada 1789 - 1830, a studiat analiza algebrică cu o deosebită perseverență, prezentând un număr mare de aplicații.
A utilizat metoda exprimării funcțiilor prin serii trigonometrice (transformata Fourier).
A încercat să demonstreze teorema conform căreia orice funcție poate fi descompusă în serie trigonometrică, dar nu a reușit.
Totuși, cercetările sale în acest domeniu au fost continuate de Dirichlet (1829), Lobacevski, Riemann, Cantor și alții.
În 1822 a publicat lucrarea Théorie analytique de la chaleur (Teoria analitică a căldurii), în care pune bazele raționamentului sau la Legea de răcire a lui Newton, adică, acela că fluxul de căldura între doua molecule apropiate este proporțional cu diferența infimă a temperaturilor lor.
În această lucrare, a stabilit ecuația conductivității termice (ecuația propagării căldurii), reprezentând pentru prima dată, în mod sistematic, soluția acestei ecuații sub formă de serii trigonometrice, ecuație care îi poartă numele.
Astfel, afirmă că orice funcție de o variabilă, indiferent dacă este continuă sau discontinuă, poate fi dezvoltată în serii de sinuși. Cu toate că acestă concluzie nu este corectă, observația lui Fourier, că anumite funcții discontinue sunt sume de serii infinite, a reprezentat un progres. De asemenea, Fourier a dezvoltat analiza dimensională.
Problemele de vibrații și ale propagării căldurii l-au condus la teoria integralelor curbilinii și la crearea funcțiilor calorice.

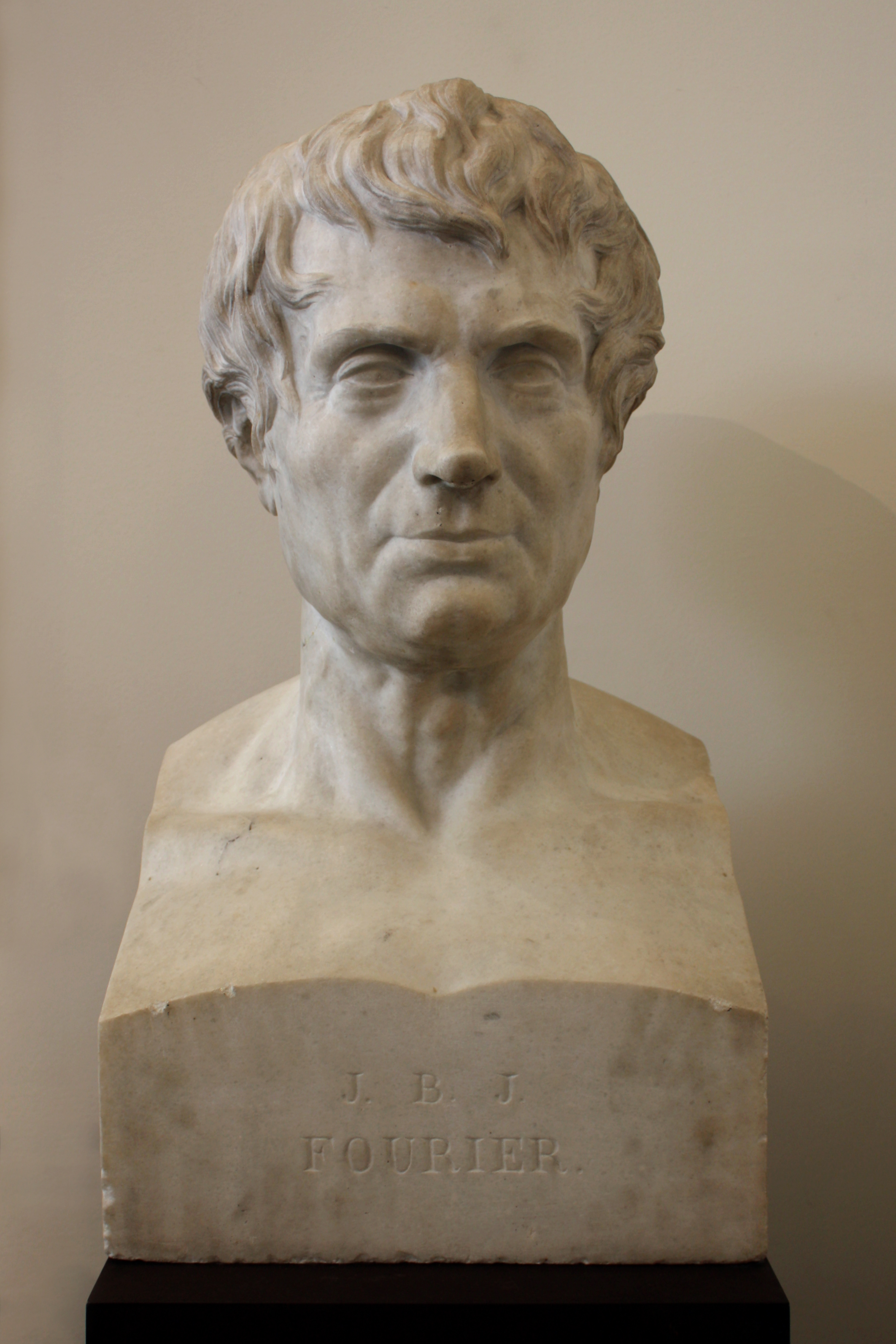
Bustul lui Fourier din Grenoble

Lucrările sale conțin o demonstrație a teoremei lui Fourier privind poziția rădăcinilor unei ecuații algebrice. François Budan, în 1807 și 1811, a enunțat teorema, cunoscuta sub numele Fourier, dar demonstrația nu era întru totul satisfăcătoare. Demonstrația lui Fournier este aceeași cu cea dată, de obicei, în cărțile de teorie a ecuațiilor. Soluția finală a problemei a fost găsita în 1829 de către Jacques Charles François Sturm.
Cercetările sale au condus la dezvoltarea riguroasă a teoriei mulțimilor și a teoriei funcțiilor de o variabilă reală.
Problemele coardei vibrante și ale membranei vibrante l-au condus la crearea funcțiilor cilindrice și la funcțiile discontinue.
A încercat să obțină o demonstrație generală principiului lucrului mecanic virtual, bazându-se pe echilibrul pârghiei, pe legea compunerii și descompunerii forțelor și pe legea lui Torricelli.
Dintre matematicienii români care s-au ocupat de seriile Fourier și integralele sale se pot enumera: Traian Lalescu (1918), Vera Myller (1936), Simion Sanielevici (1915), D. A. Isopescu, Adolf Haimovici (1950), S. Vasilache (1958).

### Descoperirea efectului de seră
Fourier este, de asemenea, creditat cu descoperirea faptului că gazele din atmosferă ar putea creste temperatura suprafeței Pământului. Acesta a fost efectul care mai târziu va fi numit efectul de seră. El a descris fenomenul în 1824, și din nou în 1827, arătând că atmosfera are un rol în încălzirea planetei.

## Scrieri
- 1831: Analyse des équations déterminées (Paris)
- 1822: Théorie analytique de la chaleur.

Fourier a mai publicat câteva lucrări istorice și literare.
Lucrările sale au fost publicate ulterior de către Gaston Darboux în două volume, sub titlul Oeuvres complèts, în perioada 1888 - 1900 și sub auspiciile Academiei Franceze de Științe.